# Abdullah bin Zayed Al Nahyan

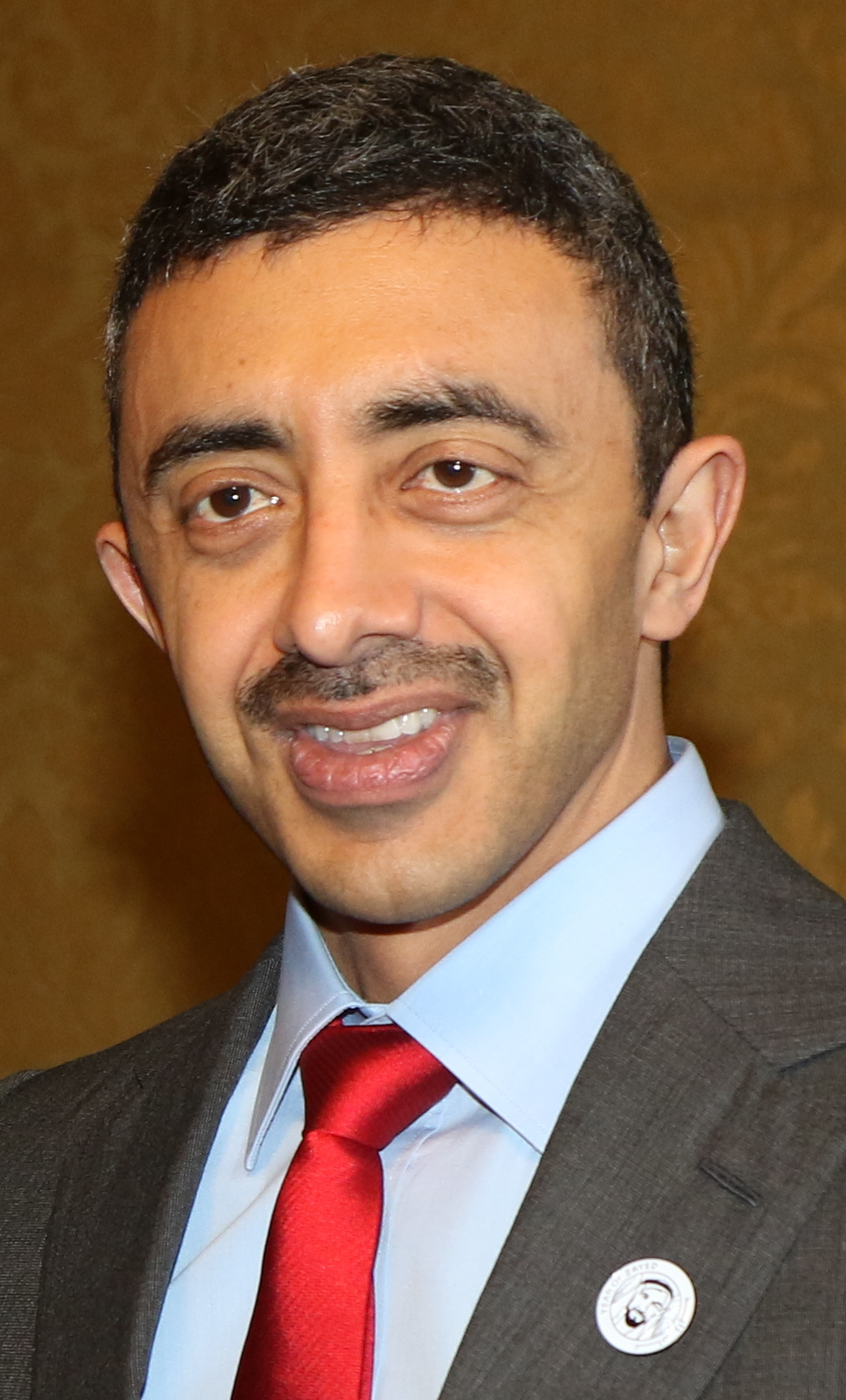
Abdullah bin Zayed Al Nahyan, 2018.

Abdullah bin Zayed Al Nahyan, född 30 april 1972 i Abu Dhabi, är en emiratisk kunglighet, schejk och politiker.
Han är utrikesminister sedan den 9 februari 2006 och fick utökade arbetssysslor rörande internationell samarbete i februari 2016.
Al Nahyan avlade en examen i statsvetenskap vid United Arab Emirates University.
Han var son till Zayed bin Sultan Al Nahyan och är bror till bland andra Mansour bin Zayed Al-Nahyan.
Al Nahyan äger megayachten Opera, som kostade uppemot 450 miljoner amerikanska dollar att bygga.